# Campeonato Pan-Americano de Ginástica Artística de 2016
O Campeonato Pan-Americano de Ginástica Artística por Aparelhos de 2016 foi realizado em Sucre, Bolívia, de 12 a 18 de setembro de 2016. A competição foi organizada pela Federação Boliviana de Ginástica e aprovada pela Federação Internacional de Ginástica.

## Medalhistas

### Sênior
| Evento              | Ouro                    | Prata                  | Bronze                    |
| ------------------- | ----------------------- | ---------------------- | ------------------------- |
| Masculino           |                         |                        |                           |
| Solo                | Jorge Vega (GUA)        | Didier Lugo (COL)      | Victor Rostagno (URU)     |
| Cavalo com alças    | Fellipe Arakawa (BRA)   | Israel Chiriboga (ECU) | Jorge Íñigo (MEX)         |
| Argolas             | Federico Molinari (ARG) | Didier Lugo (COL)      | Daniel Villafañe (ARG)    |
| Salto               | Jorge Vega (GUA)        | Dilan Jiménez (COL)    | Victor Rostagno (URU)     |
| Barras paralelas    | Dilan Jiménez (COL)     | Caio Souza (BRA)       | Jorge Vega (GUA)          |
| Barra fixa          | Didier Lugo (COL)       | Osvaldo Martinez (ARG) | Christian Bruno (CHI)     |
| Feminino            |                         |                        |                           |
| Salto               | Nicolle Castro (MEX)    | Leticia Costa (BRA)    | Esperanza Fernandez (ARG) |
| Barras assimétricas | Nicolle Castro (MEX)    | Nathalia Sánchez (COL) | Ailen Valente (ARG)       |
| Trave               | Milena Theodoro (BRA)   | Meaghan Ruttan (CAN)   | Nicolle Castro (MEX)      |
| Solo                | Milena Theodoro (BRA)   | Nicole Diaz (PUR)      | Ailen Valente (ARG)       |

### Juvenil
| Evento              | Ouro                                                                           | Prata                                                                       | Bronze                                                                  |
| ------------------- | ------------------------------------------------------------------------------ | --------------------------------------------------------------------------- | ----------------------------------------------------------------------- |
| Masculino           |                                                                                |                                                                             |                                                                         |
| Equipes             | Estados Unidos · Andrew Bitner · Justin Chow · Vitaly Guimaraes · Bennet Huang | Brasil · Bernardo Actos · Diogo Soares · Tomas Florêncio · Murilo de Souza  | México · Esteban de la Cruz · Josué Juárez · Isaac Núñez · Joshua Valle |
| Individual geral    | Bernardo Actos (BRA)                                                           | Bennet Huang (USA)                                                          | Andrew Bitner (USA)                                                     |
| Solo                | Bernardo Actos (BRA) Vitaly Guimaraes (USA)                                    | —                                                                           | Jose David Toro (COL)                                                   |
| Cavalo com alças    | Bennet Huang (USA)                                                             | Andrew Bitner (USA)                                                         | Bernardo Actos (BRA)                                                    |
| Argolas             | Andrew Bitner (USA)                                                            | Bernardo Actos (BRA)                                                        | Santiago Mayol (ARG)                                                    |
| Salto               | Jose David Toro (COL)                                                          | Joshua Valle (MEX)                                                          | Vitaly Guimaraes (USA) Bennet Huang (USA)                               |
| Barras paralelas    | Julian Jato (ARG)                                                              | Bernardo Actos (BRA)                                                        | Isaac Núñez (MEX)                                                       |
| Barra fixa          | Bernardo Actos (BRA)                                                           | Vitaly Guimaraes (USA)                                                      | Bennet Huang (USA)                                                      |
| Feminino            |                                                                                |                                                                             |                                                                         |
| Equipes             | Canadá · Jade Chrobok · Haley de Jong · Ana Padurariu · Sayge Urban            | Argentina · Maria Bernal · Camila Bonzo · Martina Dominici · Agustina Pisos | México · Paulina Guerra · Louise Lopez · Jimena Moreno · Andrea Pirsch  |
| Individual geral    | Ana Padurariu (CAN)                                                            | Thais Fidelis (BRA)                                                         | Sayge Urban (CAN)                                                       |
| Salto               | Thais Fidelis (BRA)                                                            | Sayge Urban (CAN)                                                           | Martina Dominici (ARG)                                                  |
| Barras assimétricas | Ana Padurariu (CAN)                                                            | Jade Chrobok (CAN)                                                          | Agustina Pisos (ARG)                                                    |
| Trave               | Ana Padurariu (CAN)                                                            | Thais Fidelis (BRA)                                                         | Haley de Jong (CAN)                                                     |
| Solo                | Ana Padurariu (CAN)                                                            | Martina Dominici (ARG)                                                      | Andrea Pirsch (MEX)                                                     |

## Quadro de medalhas

### Sênior
| Pos.                | País                | Ouro | Prata | Bronze | Total |
| ------------------- | ------------------- | ---- | ----- | ------ | ----- |
| 1                   | Brasil              | 3    | 2     | 0      | 5     |
| 2                   | Colômbia            | 2    | 4     | 0      | 6     |
| 3                   | México              | 2    | 0     | 2      | 4     |
| 4                   | Guatemala           | 2    | 0     | 1      | 3     |
| 5                   | Argentina           | 1    | 1     | 4      | 6     |
| 6                   | Canadá              | 0    | 1     | 0      | 1     |
| 6                   | Equador             | 0    | 1     | 0      | 1     |
| 6                   | Porto Rico          | 0    | 1     | 0      | 1     |
| 9                   | Uruguai             | 0    | 0     | 2      | 2     |
| 10                  | Chile               | 0    | 0     | 1      | 1     |
| Total (10 entradas) | Total (10 entradas) | 10   | 10    | 10     | 30    |

### Juvenil
| Pos.               | País               | Ouro | Prata | Bronze | Total |
| ------------------ | ------------------ | ---- | ----- | ------ | ----- |
| 1                  | Canadá             | 5    | 2     | 2      | 9     |
| 2                  | Brasil             | 4    | 5     | 1      | 10    |
| 3                  | Estados Unidos     | 4    | 3     | 4      | 11    |
| 4                  | Argentina          | 1    | 2     | 3      | 6     |
| 5                  | Colômbia           | 1    | 0     | 1      | 2     |
| 6                  | México             | 0    | 1     | 4      | 5     |
| Total (6 entradas) | Total (6 entradas) | 15   | 13    | 15     | 43    |